# Перекопівка (Миргородський район)
Переко́півка — село Миргородського району Полтавської області. Населення станом на 2001 рік становило 97 осіб. Входить до Великобагачанської селищної об'єднаної територіальної громади з адміністративним центром у смт Велика Багачка.

## Географія
Село Перекопівка примикає до села Радивонівка. По селу протікає пересихаючий струмок із загатою.
Віддаль до центру громади — 35 км. Найближча залізнична станція Хорол — за 36 км.

## Історія
Село Перекопівка виникло на початку XX ст. і входило до Родионівської волості Хорольського повіту Полтавської губернії.
У березні 1923 було утворено Радивонівський район у складі трьох волостей; Перекопівка увійшла до цього району.
Станом на 1 лютого 1925 року Перекопівка належала до Остапівського району Лубенської округи.
З 1925 року село — у складі новоутвореного Великобагачанського району.
У 1932–1933 роках внаслідок Голодомору, проведеного радянським урядом, у селі загинуло 12 мешканців.
З 15 вересня 1941 по 23 вересня 1943 року Перекопівка була окупована німецько-фашистськими військами.
Село входило до Радивонівської сільської ради Великобагачанського району.
12 жовтня 2016 року шляхом об'єднання Великобагачанської селищної ради та Багачанської Першої, Радивонівської, Степанівської, Якимівської сільських рад Великобагачанського району була утворена Великобагачанська селищна об'єднана територіальна громада з адміністративним центром у смт Велика Багачка.

## Економіка
- Молочно-товарна ферма

## Постаті
- Часовий Денис Вікторович (1992-2014) — солдат Збройних сил України, учасник російсько-української війни

Часовий Денис Вікторович